# Portugiesische Fußballnationalmannschaft
Die portugiesische Fußballnationalmannschaft der Männer (portugiesisch Seleção Portuguesa de Futebol) ist eine Auswahl von portugiesischen Fußballspielern, die den portugiesischen Fußballverband (Federação Portuguesa de Futebol) auf internationaler Ebene bei Freundschaftsspielen und internationalen Turnieren repräsentiert.
Zu ihren größten Erfolgen zählen der Gewinn der Europameisterschaft 2016 sowie die beiden Titel in der UEFA Nations League in den Spielzeiten 2018/19 und 2024/25. Darüber hinaus waren ein dritter Platz bei der Weltmeisterschaft 1966, ein vierter Platz bei der Weltmeisterschaft 2006 und ein zweiter Platz bei der Europameisterschaft 2004 im eigenen Land die besten Platzierungen.

## Geschichte

### 1914–1928: Frühe Jahre
Der portugiesische Fußballdachverband wurde 1914 als União Portuguesa de Futebol gegründet. Ziel war es nationale Turniere zu organisieren, da damals nur regionale Meisterschaften stattfanden, und eine Nationalmannschaft zu erschaffen, um gegen andere Nationen anzutreten. Aufgrund des Ersten Weltkrieges fand das erste Spiel der portugiesischen Nationalmannschaft erst sieben Jahre später, am 18. Dezember 1921, gegen Spanien im O’Donnell Stadion in Madrid statt. Das Spiel gewannen die Spanier mit 3:1. Für Spanien war es bereits das siebte Länderspiel. Die portugiesische Mannschaft bestand aus Spielern von fünf verschiedenen Mannschaften (Internacional, Casa Pia AC, Benfica Lissabon, Sporting Lissabon, FC Porto). Mit vier Spielern (António Pinho, Cândido de Oliveira, J. Maria Gralha und António Augusto Lopes) stellte Casa Pia die meisten Spieler bereit. Benfica war mit drei (Vítor Gonçalves, António Ribeiro dos Reis und Alberto Augusto), Sporting mit zwei (Jorge Vieira und João Francisco) und Internacional (Carlos Guimarães) und der FC Porto (Artur Augusto) mit jeweils einem Spieler vertreten. Die Spieler wurden von einem Komitee nominiert, das aus 11 Personen bestand. Sie waren für die Aufstellung der ersten drei Länderspiele verantwortlich.
Der Spielbericht des ersten offiziellen Spiels der portugiesischen Nationalmannschaft: Spanien – Portugal 3:1 (2:0).
- Aufstellung von Spanien: Ricardo Zamora – Pololo, Mariano Arrate , Balbino – Manuel Meana, Desiderio Fajardo – Pagaza, Eduardo Arbide, Félix Sesúmaga, Paulino Alcántara, Luis Olaso
- Aufstellung von Portugal: Carlos Guimarães – António Pinho, Jorge Vieira, João Francisco – Vítor Gonçalves, Cândido de Oliveira  – J. Maria Gralha, António Augusto Lopes, António Ribeiro dos Reis, Artur Augusto, Alberto Augusto
- Schiedsrichter: M. Barette (Belgien)
- Tore: 1:0 Meana (6.), 2:0 Alcántara (10.), 3:0 Alcántara (66.), 3:1 Alberto Augusto (Handelfmeter)
- Zuschauer: 14.000

Auch die nächsten drei Länderspiele fanden wieder gegen Spanien statt und alle gingen verloren. Erst im fünften Spiel, im Jahr 1925, konnten die Portugiesen mit einem 1:0 gegen Italien den ersten Sieg einfahren. Im sechsten Spiel erreichte Portugal das erste Unentschieden gegen die Tschechoslowakei. 1928 ging Portugal im sechsten Vergleich mit den Spaniern zum ersten Mal nicht als Verlierer vom Platz. Im Lissaboner Estádio do Lumiar erkämpften sich die Lusitaner ein 2:2.

### 1928–1964: Turnierdebüt und verpasste Endrunden
Da der portugiesische Fußballverband erst 1923 der FIFA beitrat, verpasste Portugal die ersten drei olympischen Fußballturniere. Bei den Olympischen Spielen 1924 in Paris traf die Nationalmannschaft in der Vorrunde auf den späteren Bronzemedaillengewinner Schweden. Das Spiel wurde jedoch von Portugal abgesagt, das sich damit weiterhin nur in Freundschaftsspielen mit anderen Nationen messen konnte. Vier Jahre später gaben die Portugiesen bei der Olympiade von Amsterdam schließlich ihr Turnierdebüt. Nach Siegen gegen Chile und Jugoslawien musste sich Portugal im Viertelfinale Ägypten mit 1:2 geschlagen geben.
An der ersten Austragung der Weltmeisterschaft im Jahr 1930 nahm die portugiesische Nationalmannschaft nicht teil, da die Partizipation an der Endrunde auf Einladung erfolgte. Bei der Qualifikation zur Weltmeisterschaft 1934 scheiterten die Portugiesen deutlich an Spanien. Vier Jahre später traf man in der Qualifikation auf die Schweiz. Nachdem sich beide Mannschaften auf eine einzige Partie auf neutralem Boden geeinigt hatten, verlor Portugal das Spiel in Mailand mit 1:2.
Wegen des Zweiten Weltkrieges fiel die Weltmeisterschaft 1942 aus und die Portugiesen absolvierten in den Kriegsjahren nur sieben Freundschaftsspiele. Die geringe Spielpraxis wirkte sich auch unmittelbar nach dem Krieg auf die Ergebnisse des Nationalteams aus: Im Jahr 1947 kassierte Portugal die bis heute höchste Niederlage der Verbandsgeschichte, ein 0:10 gegen England.
In der Qualifikation zur Weltmeisterschaft 1950 in der ehemaligen Kolonie Brasilien scheiterte Portugal wieder nach Hin- und Rückspiel am iberischen Nachbarn Spanien. Später wurde Portugal der Startplatz der Türkei angeboten, der jedoch abgelehnt wurde. 1954 trat der portugiesische Verband der in Basel neu gegründeten UEFA bei. Auch die nächsten zwei Weltmeisterschaften verpassten die Portugiesen. 1954 wurden sie in der Qualifikation von Österreich mit einer 1:9-Niederlage und einem torlosen Remis deklassiert. Bei der Qualifikation zur WM 1958 wurde Portugal Italien und Nordirland zugelost und scheiterte als Gruppenletzter.
Die von der UEFA gegründete Europameisterschaft fand zum ersten Mal 1960 statt. In der Qualifikation zur Endrunde, die im K.-o.-Modus ausgetragen wurde, traf die Seleção im Achtelfinale auf die Nationalmannschaft der DDR. Am 21. Juni 1959 gewann Portugal das Hinspiel im Walter-Ulbricht-Stadion zu Berlin mit 2:0 durch Tore von Matateu und Mário Coluna. Eine Woche später setzen sich die Portugiesen im Estádio das Antas in Porto mit 3:2 auch im Rückspiel durch. Coluna erzielte dabei zwei Tore. Im Viertelfinale scheiterte Portugal jedoch am späteren Finalisten Jugoslawien. Zwar wurde das Hinspiel mit 2:1 gewonnen, allerdings ging das Rückspiel mit 1:5 verloren, sodass man die Endrunde verpasste.
In der Qualifikation für die Weltmeisterschaft 1962 in Chile traf Portugal auf England und Luxemburg. In dieser 3er-Gruppe erreichte nur der Erstplatzierte die Endrunde. Nach einem 6:0-Sieg gegen Luxemburg und einem 1:1-Unentschieden gegen England in Lissabon gingen die beiden Auswärtsspiele verloren, wodurch die Portugiesen nur Gruppenzweiter wurden.
Die Europameisterschaft 1964 in Spanien wurde bereits in der Vorrunde der Qualifikation gegen Bulgarien verpasst. Hin- und Rückspiel gewannen beide Mannschaften jeweils 3:1, weswegen ein Entscheidungsspiel notwendig wurde, das die Bulgaren mit 1:0 in Rom gewannen. Stattdessen nahm Portugal 1964 an der Taça das Nações (dt.: Nationen-Pokal) teil, einem Einladungsturnier im Liga-System zum 50. Jubiläum des Brasilianischen Fußballverbandes. Neben Portugal und Brasilien wurden Argentinien und England eingeladen. Das erste Spiel gegen Argentinien verlor Portugal mit 0:2. Das zweite Spiel gegen England, das ebenfalls die EM-Endrunde verpasst hatte, endete mit einem 1:1-Unentschieden mit Toren von Roger Hunt und Fernando Peres. Das letzte Spiel gegen Gastgeber Brasilien verloren die Lusitaner mit 1:4. Den portugiesischen Ehrentreffer bescherte Mário Coluna. Portugal wurde gemeinsam mit England Gruppendritter.

### 1965–1982: Erste WM-Teilnahme, Torschützenkönig Eusébio und folgende Stagnation

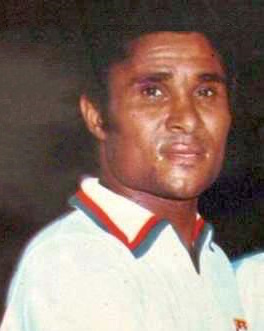
Eusébio im Jahr 1972

In der Qualifikation zur Weltmeisterschaft 1966 spielte Portugal in der Gruppe 4 gegen den Vizeweltmeister der WM 1962, die Tschechoslowakei, Rumänien und die Türkei. Obwohl Benfica Lissabon 1961 und 1962 den Europapokal der Landesmeister gewonnen und 1965 wieder im Finale gestanden hatte, galten die vom Brasilianer Otto Glória trainierten Portugiesen nur als Außenseiter. Nach vier Siegen in Serie reichte ein 0:0-Unentschieden am vorletzten Gruppenspieltag gegen die Tschechoslowakei, um sich erstmals für die Weltmeisterschaft zu qualifizieren. Bei der Endrunde traf Portugal in der Gruppe C auf Ungarn, Brasilien und Bulgarien. Angeführt von Kapitän Mário Coluna gewann Portugal alle drei Spiele und qualifizierte sich als Gruppenerster souverän für das Viertelfinale. Mit dem 3:1-Sieg im letzten Gruppenspiel gegen den amtierenden Weltmeister Brasilien sorgte man zudem für dessen sensationelles Vorrundenaus. Im Viertelfinale wartete mit Nordkorea ein weiteres Überraschungsteam. Nach einem katastrophalen Spielbeginn lag Portugal bereits nach 25 Minuten mit 0:3 in Rückstand. Anschließend gelang es dem portugiesischen Offensivblock jedoch wieder an den mutigen Angriffsfußball der Gruppenphase anzuknüpfen und Eusébio drehte das Spiel mit vier Toren fast im Alleingang, bevor José Augusto für den 5:3-Endstand sorgte. Im Halbfinale gegen den Gastgeber England war Portugal zumeist ebenbürtig, doch die Engländer nutzten ihre Spielzüge besser und nahmen Eusébio zudem in Person von Nobby Stiles erfolgreich in Manndeckung. Dem Schwarzen Panther gelang per Elfmeter in der 82. Minute nur noch der 1:2-Anschlusstreffer, wodurch Portugal das Finale verpasste. Das Spiel um Platz 3 gewann die Seleção mit 2:1 gegen die Sowjetunion. Damit erreichten die Portugiesen bei ihrer Turnierpremiere die bis heute beste WM-Platzierung. Eusébio erzielte in diesem Spiel sein neuntes Turniertor und wurde WM-Torschützenkönig.
Nach dem erfolgreichen Auftritt bei der Weltmeisterschaft sollten 18 Jahre vergehen, bis sich die Portugiesen wieder für eine Endrunde qualifizieren konnten. In der Qualifikation zur Europameisterschaft 1968 traf man auf Bulgarien, Norwegen und Schweden und verpasste als Gruppenzweiter knapp das EM-Ticket. In der Qualifikation zur Weltmeisterschaft 1970 wurde Portugal Rumänien, Griechenland und der Schweiz zugelost und mit nur einem Sieg Gruppenletzter. Die Qualifikation zur EM 1972 wurde als Gruppenzweiter hinter Belgien und vor Schottland und Dänemark knapp verpasst. Auch in der Qualifikation zur WM 1974 berechtigte der zweite Gruppenrang hinter Bulgarien und vor Nordirland und Zypern nicht zur Endrundenteilnahme. In der Qualifikation zur EM 1976 kam Portugal in einer Vierergruppe mit England, der Tschechoslowakei und Zypern nicht über den dritten Gruppenplatz hinaus. Die WM 1978 verpasste man in der Qualifikation als Gruppenzweiter hinter Polen und vor Dänemark und Zypern. Die Qualifikation zur EM 1980 bestritt Portugal in einer Fünfergruppe mit Belgien, Österreich, Schottland und Norwegen und scheiterte als Gruppendritter. Und in der Qualifikation zur WM 1982 wurde man in einer Gruppe mit Schottland, Nordirland, Schweden und Israel nur Gruppenvierter.

### 1983–1994: Erste EM-Teilnahme, Saltillo-Affäre und erneute Stagnation
Im September 1982 kehrte Otto Glória als Nationaltrainer zurück. In die Qualifikation zur Europameisterschaft 1984 startete Portugal vielversprechend mit zwei Siegen gegen Finnland und Polen. Im April 1983 kassierte die Seleção jedoch gegen den letzten Gruppengegner, die Sowjetunion, eine 0:5-Auswärtsniederlage. Als auch das anschließende Freundschaftsspiel gegen Brasilien mit 0:4 verloren ging, trat Glória nach nur sieben Länderspielen wieder zurück und wurde durch Fernando Cabrita ersetzt. Cabrita startete wie sein Vorgänger mit Siegen gegen Polen und Finnland. Im entscheidenden letzten Gruppenspiel schlug Portugal die Sowjetunion am 13. November 1983 in Lissabon durch ein Tor von Rui Jordão mit 1:0. Dadurch nahm Portugal nach 18 Jahren wieder an einer Endrunde und erstmals an einer EM teil. Das EM-Debüt verlief ähnlich erfolgreich wie das WM-Debüt: Im ersten Gruppenspiel erkämpften die Portugiesen ein 0:0-Unentschieden gegen den amtierenden Europameister Deutschland. Das zweite Gruppenspiel gegen Spanien endete 1:1, wobei António Sousa Portugals erstes EM-Tor erzielte. Im letzten Gruppenspiel gegen Rumänien gelang Nené in der 81. Minute der 1:0-Siegtreffer, woraufhin Portugal an Deutschland vorbei- und als Gruppenzweiter ins Halbfinale einzog. In der Vorschlussrunde ließ Portugal den überlegenen Gastgeber Frankreich anrennen und lauerte auf Konter. Rui Jordão erzwang mit seinem Tor zum 1:1-Ausgleich in der 74. Minute die Verlängerung. In dieser bedrängte Frankreich fast permanent das Tor von Manuel Bento, lief jedoch in der 98. Minute in einen Konter, den erneut Rui Jordão zum 2:1 für Portugal nutzte. Anschließend konnte Portugal den intensiven Angriffsbemühungen der Franzosen jedoch nicht mehr standhalten und kassierte in der 114. Minute den Ausgleich, bevor Michel Platini eine Minute vor Ende der Verlängerung die 2:3-Niederlage besiegelte.
Nach dem überraschend erfolgreichen Abschneiden bei der EM übernahm José Torres die Nationalmannschaft. In der Qualifikation zur Weltmeisterschaft 1986 löste Portugal in einer Fünfergruppe mit Deutschland, Schweden, der Tschechoslowakei und Malta als Gruppenzweiter zum zweiten Mal das WM-Ticket. Das Turnier selbst stand unter keinen guten Vorzeichen: Erst wurde nur wenige Stunden vor der geplanten Abreise der Mannschaft nach Mexiko António Veloso positiv auf das anabole Steroid Primobolan getestet ‒ ein Befund, der sich später als falsch herausstellte ‒ und aus dem WM-Kader gestrichen. Später drohte die Mannschaft ‒ erbost über den Umgang mit Veloso, ihre Unterkunft in Saltillo, dürftige Siegprämien und nach einem Streit mit dem portugiesischen Fußballverband über ausbleibende Bonuszahlungen ‒ mit einem WM-Boykott (Saltillo-Affäre). Aufgrund des öffentlichen Drucks aus dem In- und Ausland lenkten die Spieler aber frühzeitig ein. Durch ein Tor von Carlos Manuel startete Portugal sogar mit einem 1:0-Auftaktsieg gegen England in das Turnier. Im Anschluss brach sich jedoch Stammtorhüter Manuel Bento im Training ein Bein und Portugal musste nach Niederlagen gegen Polen und Marokko bereits nach der Gruppenphase die Heimreise antreten.
Als Konsequenz der Saltillo-Affäre wurde Nationaltrainer Torres nach der WM entlassen und die in den Boykott involvierten Spieler von den Qualifikationsspielen zur EM 1988 ausgeschlossen. Daraufhin verschlechterten sich die Resultate deutlich und Portugal erreichte in einer Fünfergruppe mit Italien, Schweden, der Schweiz und Malta nur den dritten Gruppenrang. Auch die darauffolgenden drei großen Turniere wurden verpasst: Bei der Qualifikation zur WM 1990 kam Portugal in einer Gruppe mit Belgien, der Tschechoslowakei, der Schweiz und Luxemburg erneut nicht über den dritten Gruppenrang hinaus. Die Qualifikation zur EM 1992 wurde in einer Gruppe mit den Niederlanden, Griechenland, Finnland und Malta als Gruppenzweiter knapp verpasst. Und in der Qualifikation zur WM 1994 belegte die Seleção in einer Gruppe mit Italien, der Schweiz, Schottland, Malta und Estland abermals nur den dritten Gruppenrang.

### 1995–2006: Die titellose Goldene Generation

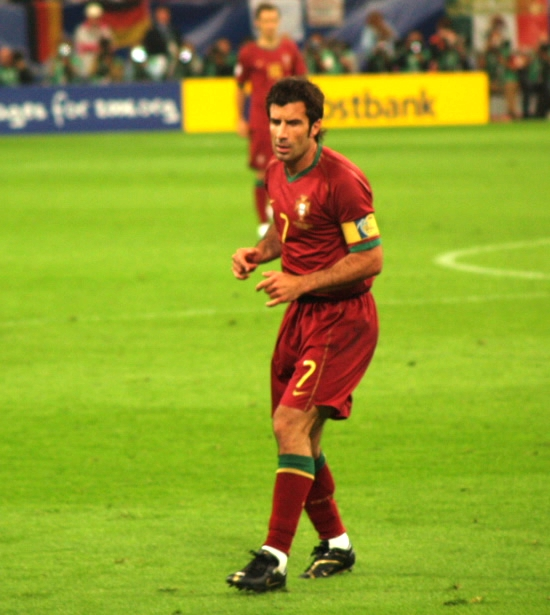
Luís Figo im Jahr 2006

In der Qualifikation zur Europameisterschaft 1996 feierte die sogenannte „Goldene Generation“ Portugals – eine Reihe besonders vielversprechender Talente aus den Geburtsjahren zwischen 1969 und 1974 wie Luís Figo, Rui Costa, João Pinto oder Fernando Couto, die 1989 und 1991 zweimal in Folge die Junioren-Weltmeisterschaft gewonnen hatte – unter Nationaltrainer António Oliveira einen souveränen Gruppensieg. Die zweite EM-Teilnahme endete für die Seleção trotz einer guten Gruppenphase, in der sie sich mit einem Unentschieden gegen Dänemark und zwei Siegen gegen die Türkei und Kroatien als Gruppenerster für die K.-o.-Runde qualifizierte, bereits im Viertelfinale durch eine 0:1-Niederlage gegen den späteren Finalisten Tschechien.
In der Qualifikation zur Weltmeisterschaft 1998 wurde Portugal von Artur Jorge betreut. In einer Gruppe mit Deutschland, der Ukraine, Armenien, Nordirland und Albanien erreichte Portugal nur einen enttäuschenden dritten Platz, wodurch abermals die WM-Endrunde verpasst wurde. Bis heute ist die WM 1998 das letzte Turnier, für das sich Portugal nicht qualifizieren konnte.
Die Qualifikation für die Europameisterschaft 2000 gelang unter Nationaltrainer Humberto Coelho. Zwar wurde Portugal in Gruppe 7 nur Zweiter hinter Rumänien, als bestem Gruppenzweiten der Quali blieben der Seleção die Relegationsspiele jedoch erspart. Bei der Endrunde spielte Portugal begeisternden Fußball. Ihr Auftaktspiel in der Gruppe A gegen England gewann die Seleção trotz eines 0:2-Rückstandes durch Tore von Figo, Rui Costa und Nuno Gomes mit 3:2. Im zweiten Gruppenspiel gegen Rumänien gelang durch das 1:0-Siegtor von Costinha in der Nachspielzeit die vorzeitige Qualifikation für die K.-o.-Runde. Obwohl Coelho daher im letzten Gruppenspiel gegen Deutschland nur eine B-Elf auf den Rasen sandte, gewann Portugal auch dieses Spiel durch einen Hattrick von Sérgio Conceição klar mit 3:0. Im Viertelfinale schlug Portugal die Türkei durch einen Doppelpack von Nuno Gomes mit 2:0 und zog zum zweiten Mal nach 1984 in ein EM-Halbfinale ein. Wie damals hieß der Gegner dabei Frankreich. Obwohl Portugal durch Nuno Gomes die Führung erzielte und im Spielverlauf die größeren Chancen herausspielte, ging das Spiel in der Verlängerung durch ein Golden Goal per Handelfmeter von Zinédine Zidane mit 1:2 verloren. Abel Xavier, Paulo Bento und Nuno Gomes wurden für ihr Verhalten gegenüber dem Schiedsrichter nach Spielende mit monatelangen Sperren belegt.
Nachdem sich Humberto Coelho gegen eine Verlängerung seines Vertrages entschieden hatte, wurde António Oliveira im August 2000 zum zweiten Mal Nationaltrainer. Als Sieger ihrer WM-Qualifikationsgruppe sicherten sich die Portugiesen nach 16 Jahren wieder die Teilnahme an einer WM-Endrunde. Durch das gute Abschneiden bei der zurückliegenden EM gehörte die Seleção zu den Geheimfavoriten. Allerdings gelang Portugal in Gruppe D nur im zweiten Gruppenspiel gegen Polen ein überzeugender 4:0-Sieg, zu dem Pauleta drei Tore beisteuerte. Die übrigen Gruppenspiele gegen die USA und Gastgeber Südkorea gingen überraschend verloren, woraufhin die Mannschaft bereits nach der Vorrunde ausschied und António Oliveira entlassen wurde.
Zur Vorbereitung auf die Europameisterschaft 2004 im eigenen Land, für die Portugal als Gastgeber automatisch qualifiziert war, verpflichtete der portugiesische Fußballverband den Brasilianer Luiz Felipe Scolari als Nationaltrainer. Scolari hielt weitestgehend an der mittlerweile sehr erfahrenen „Goldenen Generation“ fest, integrierte jedoch auch junge Talente wie Cristiano Ronaldo in die Mannschaft. Trotz einer überraschenden 1:2-Niederlage im Eröffnungsspiel gegen Griechenland zogen die Portugiesen im Anschluss nach Siegen gegen Russland, Spanien, England (im Elfmeterschießen) und die Niederlande erstmals ins EM-Finale ein. In der Wiederauflage des Eröffnungsspiels gegen Griechenland war Portugal klarer Favorit und erspielte sich ein deutliches Chancenplus. Das einzige Tor des Spiels erzielten jedoch die Griechen nach einer Standardsituation.
Nach dem verlorenen EM-Finale bot sich der in die Jahre gekommenen „Goldenen Generation“ bei der WM 2006 in Deutschland letztmals die Chance auf einen großen Titel. Die Qualifikation gelang dabei mühelos. In der Gruppenphase der Endrunde zog Portugal ohne Punktverlust ins Achtelfinale gegen die Niederlande ein. In einem Spiel, das durch harte Fouls und eine Vielzahl an Gelben und Roten Karten im Nachgang als Schlacht von Nürnberg bezeichnet wurde, reichte ein Tor von Maniche zum 1:0-Sieg. Das torlose Viertelfinale gegen England musste im Elfmeterschießen entschieden werden. Ricardo hielt dabei als erster Torhüter überhaupt drei Elfmeter bei einer WM und bescherte Portugal die zweite WM-Halbfinalteilnahme nach 1966. In der Vorschlussrunde traf die Seleção auf Frankreich und verlor wie bei der EM 2000 durch einen von Zidane verwandelten Elfmeter. Im Spiel um Platz 3 unterlag Portugal mit 1:3 gegen Gastgeber Deutschland. Der vierte Platz stellt die bis heute zweitbeste WM-Platzierung dar.

### 2007 bis heute: Europameister und zweifacher Nations-League-Sieger

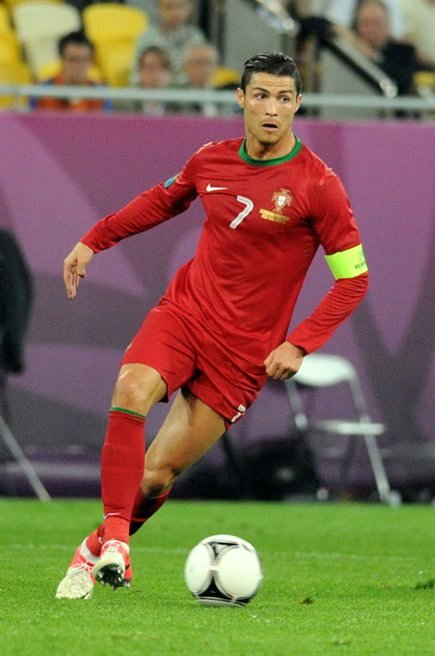
Cristiano Ronaldo im Jahr 2012

Nach der WM gaben mit Luís Figo und Pauleta die beiden letzten großen Spieler der „Goldenen Generation“ ihren Rücktritt aus der Nationalmannschaft bekannt und Nationaltrainer Scolari sah sich gezwungen, einen Umbruch einzuleiten. Für die Europameisterschaft 2008 qualifizierte sich Portugal – angeführt von Nuno Gomes, Deco und Cristiano Ronaldo – als Zweiter der Qualifikationsgruppe A hinter Polen. Bei der Endrunde zog Portugal durch Siege in den beiden ersten Gruppenspielen gegen die Türkei und Tschechien vorzeitig in die Finalrunde ein. Daraufhin schonte Scolari im letzten Gruppenspiel, einer 0:2-Niederlage gegen die Schweiz, eine Reihe von Stammspielern. Als Gruppensieger traf Portugal im Viertelfinale auf Deutschland und schied nach einer unglücklichen 2:3-Niederlage aus. Im Anschluss trat Scolari zurück und wurde durch Carlos Queiroz ersetzt.
Nach durchwachsenen Qualifikationsspielen sicherte sich Portugal als Gruppenzweiter hinter Polen und knapp vor Schweden erst durch zwei 1:0-Siege in den Relegationsspielen gegen Bosnien und Herzegowina die Teilnahme an der WM 2010. Dennoch als Mitfavorit gehandelt, kam Portugal im ersten WM-Gruppenspiel gegen die Elfenbeinküste nicht über ein 0:0 hinaus. Im zweiten Gruppenspiel wurde der Außenseiter Nordkorea mit 7:0 deklassiert. Aufgrund der sehr guten Tordifferenz war der zweite Gruppenplatz nahezu sicher. Das letzte Gruppenspiel gegen Brasilien endete nach ausgeglichenem und wenig spektakulärem Spielverlauf erneut torlos, womit beide Mannschaften ins Achtelfinale einzogen. Hier verlor Portugal durch ein Abseitstor mit 0:1 gegen den späteren Turniersieger Spanien.
Nachdem Queiroz wegen Beschimpfungen von Offiziellen während Dopingkontrollen vor der WM von der portugiesischen Anti-Doping-Agentur im August 2010 für sechs Monate gesperrt worden war und Portugal in den beiden ersten Qualifikationsspielen für die EM 2012 gegen Zypern und Norwegen nur einen Punkt geholt hatte, ersetzte ihn der portugiesische Fußballverband im September 2010 durch Paulo Bento. Als Gruppenzweiter hinter Dänemark schlug die Seleção erneut Bosnien und Herzegowina in den Relegationsspielen. Bei der Endrunde setzte sich Portugal etwas überraschend in der „Todesgruppe“ um Deutschland, die Niederlande und Dänemark durch. Ein Doppelpack von Cristiano Ronaldo zum 2:1-Sieg im letzten Gruppenspiel gegen die Elftal sicherte den Einzug ins Viertelfinale. Auch hier war es Ronaldo, der mit einem Kopfballtor zum 1:0-Sieg gegen Tschechien den Unterschied machte. Im Halbfinale gegen den amtierenden Welt- und Europameister Spanien verlor die Seleção im Elfmeterschießen.
Um die Endrunde der WM 2014 in Brasilien zu erreichen, musste Portugal als Tabellenzweiter der Qualifikationsgruppe F hinter Russland zum dritten Mal in Folge den Umweg über die Relegationsspiele nehmen. Zwei knappe Siege gegen Schweden, die Portugal den Toren von Cristiano Ronaldo zu verdanken hatte, sicherten schließlich die Teilnahme. Das Turnier endete jedoch enttäuschend. Mit einem angeschlagenen Ronaldo kassierte Portugal im Auftaktspiel gegen Deutschland eine 0:4-Niederlage. Im Anschluss reichten ein 2:2-Unentschieden gegen die USA und ein 2:1-Sieg gegen Ghana wegen der schlechten Tordifferenz nicht für den Einzug ins Achtelfinale.
| Patrício Guerreiro Fonte Pepe Cédric W. Carvalho Sanches A. Silva Mário Nani Ronaldo Trainer: Santos |
| Aufstellung der portugiesischen Mannschaft im EM-Finale 2016.                                        |

Eine Heimniederlage gegen Albanien im Auftaktspiel der Qualifikation zur Europameisterschaft 2016 führte zur Entlassung von Paulo Bento. Unter dem neuen Nationaltrainer Fernando Santos wurden alle übrigen Qualifikationsspiele gewonnen, woraufhin sich Portugal als Gruppenerster erstmals seit 2008 wieder direkt und ohne Umweg über die Relegation für ein großes Turnier qualifizierte. Die EM-Endrunde begann ernüchternd: Als Favorit der Gruppe F kam Portugal im ersten Gruppenspiel gegen den Turnier-Debütanten aus Island trotz großer spielerischer Überlegenheit und dem Führungstor von Nani nur zu einem 1:1-Unentschieden. Das zweite Gruppenspiel gegen Österreich endete trotz einer erneuten Vielzahl an klaren Chancen torlos. Im letzten Gruppenspiel gegen Ungarn stand Portugal folglich unter großem Erfolgsdruck, geriet jedoch gleich dreimal in Rückstand. Ein Tor von Nani und ein Doppelpack von Cristiano Ronaldo führten zum dritten Remis in Folge. Obwohl nur Gruppendritter, qualifizierte sich die Seleção damit dank des neuen Turniermodus für die Finalrunde. In den K.-o.-Spielen setzte Santos auf eine wenig spektakuläre und viel kritisierte Defensivtaktik, die sich jedoch als erfolgreich herausstellte: Das Achtelfinale gewann Portugal gegen Kroatien durch ein Kontertor von Ricardo Quaresma mit 1:0 nach Verlängerung, das Viertelfinale gegen Polen mit 5:3 im Elfmeterschießen. Im Halbfinale trafen die Portugiesen auf Wales und zogen nach Toren von Ronaldo und Nani durch einen 2:0-Sieg zum zweiten Mal nach 2004 ins Endspiel ein. Dort schlug Portugal am 10. Juli 2016 den Gastgeber Frankreich durch ein Tor von Éder mit 1:0 nach Verlängerung und gewann den ersten großen internationalen Titel.
Infolge des EM-Gewinns nahm Portugal im Jahr 2017 erstmals am FIFA-Konföderationen-Pokal teil und qualifizierte sich durch ein Unentschieden gegen Mexiko und Siege gegen Russland und Neuseeland als Erster der Gruppe A für die Finalrunde. Nach einer Niederlage im Halbfinale gegen den Südamerikameister Chile (0:3 im Elfmeterschießen) beendete Portugal das Turnier durch einen anschließenden 2:1-Sieg nach Verlängerung gegen Mexiko auf dem dritten Platz.
In die Qualifikation zur Weltmeisterschaft 2018 startete Portugal mit einer Niederlage gegen die Schweiz. Anschließend sicherten sich die Portugiesen aber ohne weiteren Punktverlust den Gruppensieg und somit die direkte Qualifikation für die Endrunde in Russland. Portugal wurde der Gruppe B zugelost und zog mit einem Sieg gegen Marokko und zwei Unentschieden gegen Spanien und den Iran punktgleich mit dem iberischen Nachbarn als Gruppenzweiter ins Achtelfinale ein. Dort schieden die Portugiesen nach einer 1:2-Niederlage gegen Uruguay aus.
Im Herbst 2018 nahmen die Portugiesen an der ersten Austragung der UEFA Nations League in der höchsten Spielklasse (Liga A) teil und qualifizierten sich in je zwei Partien gegen Polen und Italien für die Endrunde („Final Four“) im Juni 2019. Dort gewann die Seleção auf heimischem Boden nach einem 3:1-Sieg im Halbfinale gegen die Schweiz und einem 1:0-Sieg im Finale gegen die Niederlande ihren zweiten internationalen Titel. Bernardo Silva wurde dabei zum besten Spieler der Endrunde gewählt.
Für die Europameisterschaft 2021 qualifizierte sich Portugal als Zweiter der Qualifikationsgruppe B hinter der Ukraine. Bei der Endrunde wurde Portugal einer schwierigen Gruppe zugelost. Nachdem das Auftaktspiel gegen Ungarn mit 3:0 gewonnen wurde, folgten eine 2:4-Niederlage gegen Deutschland und ein 2:2-Unentschieden gegen Frankreich. Als bester Gruppendritter für das Achtelfinale qualifiziert, verlor Portugal mit 0:1 gegen Belgien und schied aus. Cristiano Ronaldo wurde mit fünf Treffern Torschützenkönig des Turniers.
In der Qualifikation zur Weltmeisterschaft 2022 verlor Portugal am letzten Spieltag durch ein Gegentor in der Schlussminute mit 1:2 gegen Serbien und verpasste dadurch die direkte Teilnahme an der Endrunde. Die Qualifikation gelang letztlich durch Siege in den Play-offs gegen die Türkei und Nordmazedonien. Nach Siegen gegen Ghana und Uruguay sowie einer Niederlage gegen Südkorea erreichte Portugal als Gruppensieger das WM-Achtelfinale. Dort besiegte die Seleção die Schweiz klar mit 6:1, wobei Gonçalo Ramos ein Hattrick gelang. Im Viertelfinale verloren die Portugiesen jedoch gegen Außenseiter Marokko mit 0:1. Im Anschluss wurde der bis 2024 gültige Vertrag mit Fernando Santos in beiderseitigem Einvernehmen aufgelöst. Neuer Nationaltrainer wurde der Spanier Roberto Martínez.
In der Qualifikation zur Europameisterschaft 2024 gelang den Portugiesen am 11. September 2023 durch ein 9:0 gegen Luxemburg der höchste Sieg ihrer Verbandsgeschichte. Die Tore erzielten Gonçalo Inácio (2), Gonçalo Ramos (2), Diogo Jota (2), Ricardo Horta, Bruno Fernandes und João Félix. Bei der EM-Endrunde zog Portugal als Gruppensieger ins Achtelfinale ein und setzte sich dort im Elfmeterschießen gegen Slowenien durch. Im Viertelfinale gegen Frankreich kam es erneut zu einem Elfmeterschießen, in dem Portugal jedoch unterlag und somit ausschied.
In der UEFA Nations League 2024/25 setzte sich Portugal in der Liga A in einer Gruppe mit Polen, Schottland und Kroatien als Gruppensieger durch. Im Viertelfinale traf das Team auf Dänemark und machte eine 0:1-Niederlage im Hinspiel durch einen 5:2-Sieg nach Verlängerung im Rückspiel wett, womit erstmals seit 2019 wieder die Endrunde erreicht wurde. Dort besiegte Portugal im Halbfinale Deutschland mit 2:1 und setzte sich im Finale gegen Spanien nach einem 2:2 nach Verlängerung mit 5:3 im Elfmeterschießen durch. Damit gewann Portugal den dritten Titel seiner Verbandsgeschichte. Nuno Mendes wurde zum besten Spieler der Endrunde gewählt. Erfolgreichster Torschütze der portugiesischen Mannschaft war der 40-jährige Cristiano Ronaldo mit acht Treffern in neun Spielen.

## Bilanzen

### FIFA-Weltrangliste

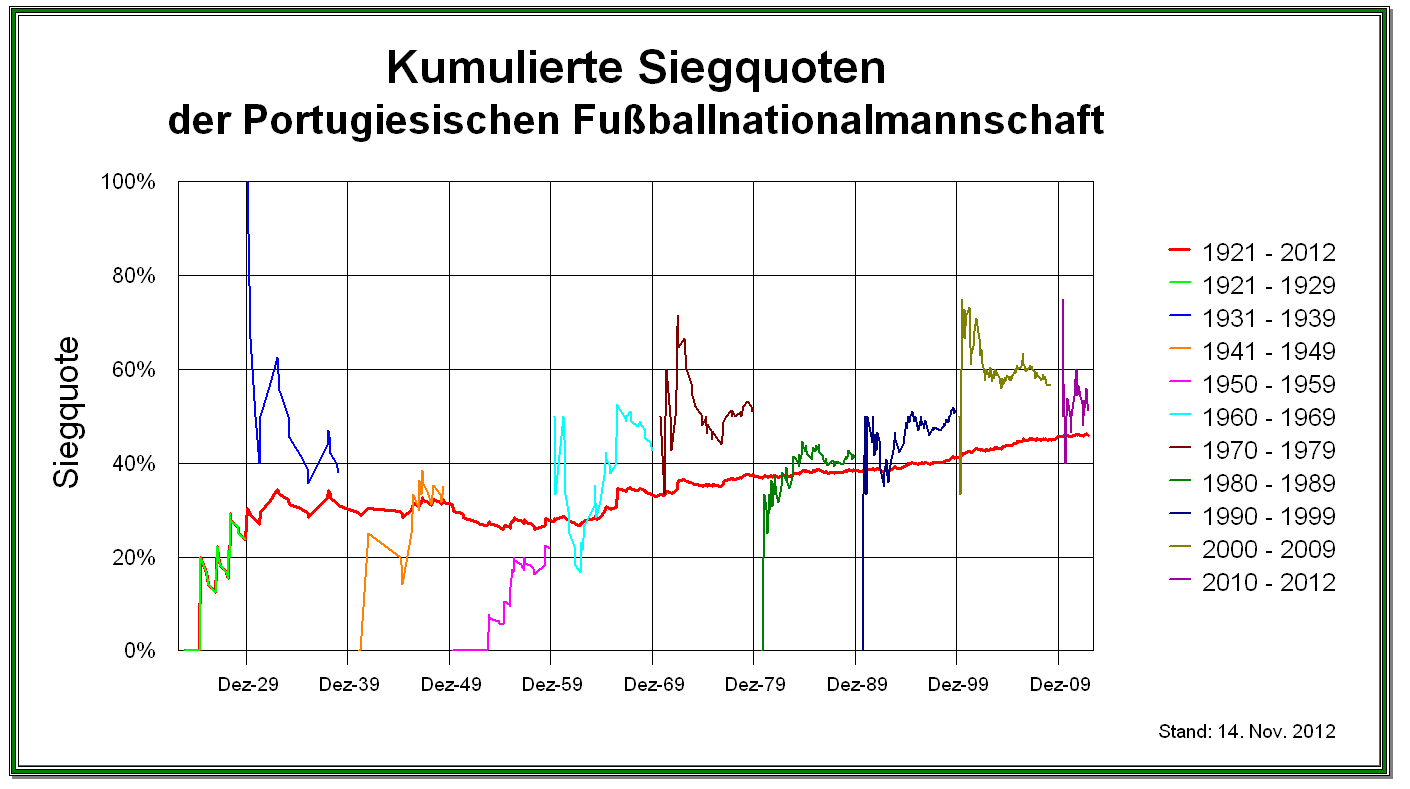
Kumulierte Siegquoten

Bei Einführung der FIFA-Weltrangliste im August 1993 belegte Portugal Rang 23. Bis Februar 1994 verbesserte sich Portugal auf Rang 19 und im August 1995 erreichte das Land, dank einer soliden Qualifikation zur Europameisterschaft 1996, den 9. Platz und somit das erste Mal die Top 10 der Weltrangliste. Einen Monat später fiel Portugal aber auf den 24. Platz zurück, hielt aber bis Mai 1997 immer einen Platz in den Top 20. Ab Juni 1997 bis Dezember 1998 fuhr das Land die schlechtesten Platzierungen ein. Nach der verpassten Qualifikation zur Weltmeisterschaft 1998 erreichte man den Tiefpunkt im August 1998 mit dem 43. Platz. Im Januar 1999 erreichte Portugal mit Rang 17 wieder die Top 20 und bis zu Beginn der Europameisterschaft 2000 verbesserte sich das Land auf den 15. Platz. Nach einer starken Europameisterschaft und der Halbfinalteilnahme erreichten die Portugiesen im Juli 2000, nach 5-jähriger Abstinenz, mit Platz 7 wieder die Top 10 der Rangliste. In den folgenden zwei Jahren war Portugal konstant unter den zehn ersten Plätzen vertreten. Dies änderte sich nach dem Gruppenaus bei der Weltmeisterschaft 2002. Im September 2002 fiel man auf Rang 11 und bis Juni 2004 auf den 22. Platz zurück. Dafür verantwortlich war aber auch, dass Portugal vor der Europameisterschaft 2004 im eigenen Land keine Qualifikationsspiele bestreiten musste und Freundschaftsspiele schwächer gewichtet wurden. Dank der Vizeeuropameisterschaft verbesserte sich Portugal im Juli 2004 um 10 Plätze auf Rang 12 und im Oktober desselben Jahres erreichte man mit Rang 8 wieder die Top 10. In den nächsten fünf Jahren schwankte Portugal, nach einem vierten Platz bei der Weltmeisterschaft 2006 und dem Viertelfinalaus bei der EM 2008, zwischen Platz 6 und 11. Von Juli bis September 2009 stand das Land auf Rang 17. Seit Oktober 2009 befindet sich Portugal konstant in den Top 10. Die höchste Platzierung erreichte Portugal mit dem 3. Platz im April und Mai 2010, Oktober 2012, April 2014 sowie von September 2017 bis Januar 2018.

### Länderspielbilanzen
Portugal hat folgende Bilanzen. gegen andere Nationalmannschaften (mind. 10 Spiele; Stand: 8. Juni 2025).
Für weitere Bilanzen siehe: Liste der Länderspiele der portugiesischen Fußballnationalmannschaft
| Land             | Sp. | S  | U  | N  | Torverhältnis | Wichtige Begegnungen                                                            |
| ---------------- | --- | -- | -- | -- | ------------- | ------------------------------------------------------------------------------- |
| Belgien          | 19  | 06 | 07 | 06 | 21:23         | EM-Achtelfinale 2021                                                            |
| Brasilien        | 20  | 04 | 03 | 13 | 16:39         |                                                                                 |
| Bulgarien        | 13  | 04 | 03 | 06 | 16:18         |                                                                                 |
| Dänemark         | 18  | 12 | 02 | 04 | 37:20         | Nations-League-Viertelfinale 2025                                               |
| Deutschland      | 20  | 04 | 05 | 11 | 20:34         | WM-Spiel um Platz 3 2006, EM-Viertelfinale 2008, Nations-League-Halbfinale 2025 |
| England          | 23  | 03 | 10 | 10 | 25:46         | WM-Halbfinale 1966, Viertelfinale 2006, EM-Viertelfinale 2004                   |
| Finnland         | 11  | 06 | 04 | 01 | 18:8          |                                                                                 |
| Frankreich       | 29  | 06 | 04 | 19 | 31:52         | EM-Finale 2016, Halbfinale 1984, 2000, Viertelfinale 2024, WM-Halbfinale 2006   |
| Griechenland     | 14  | 04 | 05 | 05 | 16:18         | EM-Finale 2004                                                                  |
| Irland           | 16  | 09 | 03 | 04 | 25:11         |                                                                                 |
| Italien          | 27  | 06 | 03 | 18 | 23:51         |                                                                                 |
| Kroatien         | 10  | 07 | 02 | 01 | 19:8          | EM-Achtelfinale 2016                                                            |
| Luxemburg        | 21  | 19 | 01 | 01 | 74:8          |                                                                                 |
| Malta            | 10  | 09 | 01 | 0  | 28:5          |                                                                                 |
| Niederlande      | 14  | 08 | 04 | 02 | 16:10         | EM-Halbfinale 2004, WM-Achtelfinale 2006, Nations-League-Finale 2019            |
| Nordirland       | 13  | 04 | 07 | 02 | 14:13         |                                                                                 |
| Norwegen         | 11  | 08 | 02 | 01 | 18:5          |                                                                                 |
| Österreich       | 11  | 02 | 06 | 03 | 11:19         |                                                                                 |
| Polen            | 15  | 07 | 05 | 03 | 26:15         | EM-Viertelfinale 2016                                                           |
| Rumänien         | 11  | 05 | 02 | 04 | 11:9          |                                                                                 |
| Schottland       | 17  | 09 | 04 | 04 | 23:15         |                                                                                 |
| Schweden         | 21  | 08 | 06 | 07 | 30:31         |                                                                                 |
| Schweiz          | 26  | 10 | 05 | 11 | 40:35         | Nations-League-Halbfinale 2019, WM-Achtelfinale 2022                            |
| Spanien          | 44  | 08 | 18 | 18 | 50:82         | WM-Achtelfinale 2010, EM-Halbfinale 2012, Nations-League-Finale 2025            |
| Tschechoslowakei | 10  | 03 | 04 | 03 | 7:11          |                                                                                 |
| Türkei           | 10  | 08 | 0  | 02 | 22:9          | EM-Viertelfinale 2000                                                           |
| Ungarn           | 14  | 10 | 04 | 0  | 33:10         |                                                                                 |
| Zypern           | 11  | 10 | 01 | 0  | 35:6          |                                                                                 |

- grüner Hintergrund = Bilanz positiv (Anzahl der Siege höher als die der Niederlagen)
- gelber Hintergrund = Bilanz ausgeglichen
- roter Hintergrund = Bilanz negativ (Anzahl der Niederlagen höher als die der Siege)

Anmerkungen zur Tabelle:
1. ↑   Endet ein Spiel nach regulärer Spielzeit oder nach Verlängerung, wird es entsprechend dem Resultat gewertet; im Elfmeterschießen entschiedene Partien zählen im Folgenden als Unentschieden

### Olympische Spiele für A-Nationalmannschaften
Da der portugiesische Fußballverband erst 1914 gegründet wurde und nicht vor 1923 der FIFA beitrat, verpasste Portugal die Olympischen Spiele in London (1908), Stockholm (1912) und Antwerpen (1920). 1924 sollte Portugal in der Vorrunde auf Schweden, den späteren Bronzemedaillengewinner, treffen, allerdings sagte Portugal das Spiel ab. Vier Jahre darauf nahm Portugal zum einzigen Mal am olympischen Fußballturnier teil. In Amsterdam trafen die Portugiesen in der Vorrunde auf Chile. Das Spiel, welches Portugal mit 4:2 gewann, war das Erste zwischen den beiden Nationen und das erste Spiel Chiles gegen eine europäische Mannschaft. Im Achtelfinale traf Portugal auf das Königreich Jugoslawien. Das erste Aufeinandertreffen beider Mannschaften konnte Portugal mit 2:1 für sich entscheiden. Im Viertelfinale hieß der Gegner Ägypten. Auch dieses Spiel war ein Premierenspiel der beiden Nationen, in dem Portugal mit 1:2 unterlag.
| Jahr | Austragungsort | Teilnahme bis … | Gegner  | Ergebnis | Bemerkungen und Besonderheiten          |
| ---- | -------------- | --------------- | ------- | -------- | --------------------------------------- |
| 1908 | London         | keine Teilnahme | –       | –        | die Verbandsgründung erfolgte erst 1914 |
| 1912 | Stockholm      | keine Teilnahme | –       | –        | die Verbandsgründung erfolgte erst 1914 |
| 1920 | Antwerpen      | keine Teilnahme | –       | –        | kein FIFA-Mitglied                      |
| 1924 | Paris          | keine Teilnahme | –       | –        | –                                       |
| 1928 | Amsterdam      | Viertelfinale   | Ägypten | 1:2      | erstes Spiel gegen Ägypten              |
| 1936 | Berlin         | keine Teilnahme | –       | –        | –                                       |
| 1948 | London         | keine Teilnahme | –       | –        | –                                       |

### Weltmeisterschaften
| Pl. | Spieler             | Jahr(e)    | Tore |
| --- | ------------------- | ---------- | ---- |
| 1.  | Eusébio             | 1966       | 9    |
| 2.  | Cristiano Ronaldo   | 2006–2022  | 8    |
| 3.  | Pauleta             | 2002, 2006 | 4    |
| 4.  | José Augusto Torres | 1966       | 3    |
| 4.  | José Augusto        | 1966       | 3    |
| 4.  | Gonçalo Ramos       | 2022       | 3    |
| 7.  | Bruno Fernandes     | 2022       | 2    |
| 7.  | Rafael Leão         | 2022       | 2    |
| 7.  | Maniche             | 2006       | 2    |
| 7.  | Pepe                | 2010–2022  | 2    |
| 7.  | Simão               | 2006, 2010 | 2    |
| 7.  | Tiago               | 2006, 2010 | 2    |

Die portugiesische Nationalmannschaft erreichte bisher achtmal eine Endrunde der Weltmeisterschaft. Das beste Ergebnis erreichte das Land bei der ersten Teilnahme mit dem 3. Platz bei der Weltmeisterschaft 1966. Bei der Weltmeisterschaft 2006 erreichte Portugal zum zweiten Mal das Halbfinale, verlor dieses allerdings gegen Frankreich und das Spiel um Platz 3 gegen Gastgeber Deutschland. 2022 erreichte die Mannschaft das Viertelfinale, 2010 und 2018 jeweils das Achtelfinale, in dem sie gegen den späteren Weltmeister Spanien bzw. gegen Uruguay ausschied. Bei den Weltmeisterschaften 1986, 2002 und 2014 war für Portugal hingegen schon in der Gruppenphase Schluss.
Nach der verpassten Qualifikation für die Weltmeisterschaften 1934, 1938 und den kriegsbedingten Ausfällen der Turniere 1942 und 1946 erhielten die Portugiesen die Möglichkeit, an der Weltmeisterschaft 1950 in der ehemaligen Kolonie Brasilien teilzunehmen. Der angebotene Platz als Ersatz für die zurückgezogene Türkei wurde allerdings nicht angenommen. Die folgenden drei Weltmeisterschaften verpasste das Land, ehe es 1966 zum ersten Mal an der Endrunde teilnahm. Danach verpasste Portugal die nächsten vier Weltmeisterschaften und erreichte erst 20 Jahre später bei der WM 1986 zum zweiten Mal die Finalrunde. Die Weltmeisterschaften 1990, 1994 und 1998 verpasste Portugal abermals und erst 2002 erreichte man wieder die Gruppenphase. Für die folgenden fünf Weltmeisterschaften qualifizierte sich Portugal erfolgreich, 2010, 2014 und 2022 aber erst in den Play-offs.
Portugal stellte mit Eusébio (1966) einmal den besten Torschützen einer Weltmeisterschaft.
| Jahr | Gastgeberland      | Teilnahme bis …          | letzte(r) Gegner        | Ergebnis | Trainer             | Bemerkungen und Besonderheiten |
| ---- | ------------------ | ------------------------ | ----------------------- | -------- | ------------------- | --- |
| 1930 | Uruguay            | nicht teilgenommen       | –                       | –        |                     | |
| 1934 | Königreich Italien | nicht qualifiziert       | –                       | –        |                     | in der Qualifikation an Spanien gescheitert                                                                                               |
| 1938 | Frankreich         | nicht qualifiziert       | –                       | –        |                     | in der Qualifikation an der Schweiz gescheitert                                                                                           |
| 1950 | Brasilien          | auf Teilnahme verzichtet | –                       | –        |                     | in der Qualifikation an Spanien gescheitert. Der später angebotene Platz als Ersatz für die zurückgezogene Türkei wurde nicht angenommen. |
| 1954 | Schweiz            | nicht qualifiziert       | –                       | –        |                     | in der Qualifikation an Österreich gescheitert                                                                                            |
| 1958 | Schweden           | nicht qualifiziert       | –                       | –        |                     | in der Qualifikation an Nordirland gescheitert                                                                                            |
| 1962 | Chile              | nicht qualifiziert       | –                       | –        |                     | in der Qualifikation an England gescheitert                                                                                               |
| 1966 | England            | Spiel um Platz 3         | UdSSR                   | 3. Platz | Otto Glória         | Niederlage im Halbfinale gegen England; Eusébio Torschützenkönig                                                                          |
| 1970 | Mexiko             | nicht qualifiziert       | –                       | –        |                     | in der Qualifikation an Rumänien gescheitert                                                                                              |
| 1974 | BR Deutschland     | nicht qualifiziert       | –                       | –        |                     | in der Qualifikation an Bulgarien gescheitert                                                                                             |
| 1978 | Argentinien        | nicht qualifiziert       | –                       | –        |                     | in der Qualifikation an Polen gescheitert                                                                                                 |
| 1982 | Spanien            | nicht qualifiziert       | –                       | –        |                     | in der Qualifikation an Schottland und Nordirland gescheitert                                                                             |
| 1986 | Mexiko             | Vorrunde                 | England, Polen, Marokko | 17.      | José Augusto Torres | |
| 1990 | Italien            | nicht qualifiziert       | –                       | –        |                     | in der Qualifikation an Belgien und der ČSSR gescheitert                                                                                  |
| 1994 | Vereinigte Staaten | nicht qualifiziert       | –                       | –        |                     | in der Qualifikation an Italien und der Schweiz gescheitert                                                                               |
| 1998 | Frankreich         | nicht qualifiziert       | –                       | –        |                     | in der Qualifikation an Deutschland und der Ukraine gescheitert                                                                           |
| 2002 | Südkorea Japan     | Vorrunde                 | USA, Polen, Südkorea    | 21.      | António Oliveira    | |
| 2006 | Deutschland        | Spiel um Platz 3         | Deutschland             | 4. Platz | Luiz Felipe Scolari | Niederlage im Halbfinale gegen Frankreich                                                                                                 |
| 2010 | Südafrika          | Achtelfinale             | Spanien                 | 11.      | Carlos Queiroz      | Niederlage gegen den späteren Weltmeister                                                                                                 |
| 2014 | Brasilien          | Vorrunde                 | Deutschland, USA, Ghana | 18.      | Paulo Bento         | |
| 2018 | Russland           | Achtelfinale             | Uruguay                 | 13.      | Fernando Santos     | |
| 2022 | Katar              | Viertelfinale            | Marokko                 | 8.       | Fernando Santos     | |

### Europameisterschaften
| Pl. | Spieler           | Jahr(e)    | Tore |
| --- | ----------------- | ---------- | ---- |
| 1.  | Cristiano Ronaldo | 2004–2024  | 14   |
| 2.  | Nuno Gomes        | 2000–2008  | 6    |
| 3.  | Sérgio Conceição  | 2000       | 3    |
| 3.  | Nani              | 2008–2016  | 3    |
| 3.  | Hélder Postiga    | 2004–2012  | 3    |
| 6.  | Rui Jordão        | 1984       | 2    |
| 6.  | Luís Figo         | 1996–2004  | 2    |
| 6.  | João Pinto        | 1996, 2000 | 2    |
| 6.  | Maniche           | 2004       | 2    |
| 6.  | Rui Costa         | 1996–2004  | 2    |
| 6.  | Pepe              | 2008–2024  | 2    |

Portugal nahm an allen Europameisterschaften teil und erreichte sieben Mal die Endrunde. Die größten Erfolge waren der Gewinn der Europameisterschaft 2016 und der zweite Platz bei der Europameisterschaft 2004 im eigenen Land. Bei den Europameisterschaften 1984, 2000 und 2012 erreichten die Portugiesen das Halbfinale, verloren aber jeweils gegen den späteren Europameister Frankreich (in der Verlängerung) beziehungsweise Spanien (im Elfmeterschießen). 1996 und 2008 schied Portugal im Viertelfinale jeweils gegen den späteren Vizeeuropameister (Tschechien bzw. Deutschland) aus.
Die ersten sechs Europameisterschaften verpasste Portugal nach misslungener Qualifikation. 1960 scheiterten die Portugiesen am späteren Vizeeuropameister Jugoslawien. 1964 und 1968 verlor man gegen Bulgarien. 1972 und 1980 scheiterte Portugal an Belgien, dem späteren Vizeeuropameister von 1980. Die erste Finalteilnahme erfolgte 1984 in Frankreich. Die Euro 1988 und 1992 verpassten die Portugiesen. Seit der Euro 1996 erreichte Portugal stets die Endrunde. Die Qualifikation zur EM 2012 gelang jedoch erst in den Play-offs gegen Bosnien und Herzegowina.
Portugal ist die einzige Mannschaft, die bei gelungener Qualifikation für die Endrunde bisher immer die Gruppenphase überstand und in die K.o.-Runde einzog. Mit Cristiano Ronaldo stellte Portugal zweimal (2012, 2021) den besten Torschützen einer Europameisterschaft. Ronaldo ist zudem mit 14 Toren EM-Rekordtorschütze.
| Jahr | Gastgeberland       | Teilnahme bis …    | letzte(r) Gegner | Ergebnis      | Trainer             | Bemerkungen und Besonderheiten                                              |
| ---- | ------------------- | ------------------ | ---------------- | ------------- | ------------------- | --------------------------------------------------------------------------- |
| 1960 | Frankreich          | nicht qualifiziert | –                | –             |                     | im Viertelfinale am späteren Finalisten Jugoslawien gescheitert             |
| 1964 | Spanien             | nicht qualifiziert | –                | –             |                     | in der Qualifikation nach Entscheidungsspiel an Bulgarien gescheitert       |
| 1968 | Italien             | nicht qualifiziert | –                | –             |                     | in der Qualifikation erneut an Bulgarien gescheitert                        |
| 1972 | Belgien             | nicht qualifiziert | –                | –             |                     | in der Qualifikation am späteren Dritten Belgien gescheitert                |
| 1976 | Jugoslawien         | nicht qualifiziert | –                | –             |                     | in der Qualifikation am späteren Europameister Tschechoslowakei gescheitert |
| 1980 | Italien             | nicht qualifiziert | –                | –             |                     | in der Qualifikation am späteren Finalisten Belgien gescheitert             |
| 1984 | Frankreich          | Halbfinale         | Frankreich       | –             | Fernando Cabrita    | Niederlage nach Verlängerung gegen den späteren Europameister               |
| 1988 | Deutschland         | nicht qualifiziert | –                | –             |                     | in der Qualifikation an Italien gescheitert                                 |
| 1992 | Schweden            | nicht qualifiziert | –                | –             |                     | in der Qualifikation an Titelverteidiger Niederlande gescheitert            |
| 1996 | England             | Viertelfinale      | Tschechien       | –             | António Oliveira    | Niederlage gegen den späteren Finalisten                                    |
| 2000 | Niederlande Belgien | Halbfinale         | Frankreich       | –             | Humberto Coelho     | Niederlage durch Golden Goal per Strafstoß gegen den späteren Europameister |
| 2004 | Portugal            | Finale             | Griechenland     | 2. Platz      | Luiz Felipe Scolari | Erste Finalteilnahme                                                        |
| 2008 | Österreich Schweiz  | Viertelfinale      | Deutschland      | –             | Luiz Felipe Scolari | Niederlage gegen den späteren Finalisten                                    |
| 2012 | Polen Ukraine       | Halbfinale         | Spanien          | –             | Paulo Bento         | Niederlage im Elfmeterschießen gegen den späteren Europameister             |
| 2016 | Frankreich          | Finale             | Frankreich       | Europameister | Fernando Santos     | Zweite Finalteilnahme                                                       |
| 2021 | Europa              | Achtelfinale       | Belgien          |               | Fernando Santos     | Cristiano Ronaldo Torschützenkönig                                          |
| 2024 | Deutschland         | Viertelfinale      | Frankreich       |               | Roberto Martínez    |                                                                             |

### Nations League
| Jahr    | Liga | Rang | Gastgeber der Endrunde | Teilnahme bis …    | letzter Gegner | Ergebnis | Trainer          | Bemerkungen und Besonderheiten |
| ------- | ---- | ---- | ---------------------- | ------------------ | -------------- | -------- | ---------------- | ------------------------------ |
| 2018/19 | A    | 1.   | Portugal               | Finale             | Niederlande    | Sieger   | Fernando Santos  |                                |
| 2020/21 | A    | 2.   | Italien                | nicht qualifiziert | –              | –        | Fernando Santos  |                                |
| 2022/23 | A    | 2.   | Niederlande            | nicht qualifiziert | –              | –        | Fernando Santos  |                                |
| 2024/25 | A    | 1.   | Deutschland            | Finale             | Spanien        | Sieger   | Roberto Martínez |                                |
| 2026/27 | A    |      |                        |                    |                |          |                  |                                |

### Konföderationen-Pokal
Infolge des Gewinns der Europameisterschaft 2016 nahm die portugiesische Nationalmannschaft 2017 erstmals am FIFA-Konföderationen-Pokal teil.
| Jahr | Gastgeberland  | Teilnahme bis …    | letzte(r) Gegner | Ergebnis | Trainer         | Bemerkungen und Besonderheiten                           |
| ---- | -------------- | ------------------ | ---------------- | -------- | --------------- | -------------------------------------------------------- |
| 1997 | Saudi-Arabien  | nicht qualifiziert | –                | –        |                 |                                                          |
| 1999 | Mexiko         | nicht qualifiziert | –                | –        |                 |                                                          |
| 2001 | Südkorea Japan | nicht qualifiziert | –                | –        |                 |                                                          |
| 2003 | Frankreich     | nicht qualifiziert | –                | –        |                 |                                                          |
| 2005 | Deutschland    | nicht qualifiziert | –                | –        |                 |                                                          |
| 2009 | Südafrika      | nicht qualifiziert | –                | –        |                 |                                                          |
| 2013 | Brasilien      | nicht qualifiziert | –                | –        |                 |                                                          |
| 2017 | Russland       | Spiel um Platz 3   | Mexiko           | 3. Platz | Fernando Santos | Niederlage im Halbfinale gegen Chile im Elfmeterschießen |

### Erfolge
- Weltmeisterschaft: 3. Platz 1966, 4. Platz 2006
- Europameisterschaft: Europameister 2016, 2. Platz 2004
- UEFA Nations League: Sieger 2019, 2025
- FIFA-Konföderationen-Pokal: 3. Platz 2017

Juniorenbereich
- U20-Weltmeister (2) – 1989, 1991
- U19-Europameister (1) – 2018
- U18-Europameister (2) – 1994, 1999
- U17-Europameister (3) – 2003, 2016, 2025
- U16-Europameister (4) – 1989, 1995, 1996, 2000

## Aktuelles

### Länderspiele
Aufgelistet sind die Spiele der letzten 24 Monate und geplante Länderspiele. Die Ergebnisse werden aus portugiesischer Sicht genannt.
| Datum         | Spielort          | Gegner                  | Ergebnis             | Art des Spiels     | Torschützen Portugals |
| ------------- | ----------------- | ----------------------- | -------------------- | ------------------ | --- |
| 8. Sep. 2023  | Bratislava        | Slowakei                | 1:0                  | EM-Qualifikation   | Bruno Fernandes (43.) |
| 11. Sep. 2023 | Faro/Loulé        | Luxemburg               | 9:0                  | EM-Qualifikation   | Gonçalo Inácio (12., 45.+4'), Gonçalo Ramos (18., 34.), Diogo Jota (57., 77.), Ricardo Horta (67.), Bruno Fernandes (83.), João Félix (88.) |
| 13. Okt. 2023 | Porto             | Slowakei                | 3:2                  | EM-Qualifikation   | Gonçalo Ramos (18.), Cristiano Ronaldo (29., 72.)                                                                                           |
| 16. Okt. 2023 | Zenica            | Bosnien und Herzegowina | 5:0                  | EM-Qualifikation   | Cristiano Ronaldo (5., 20.), Bruno Fernandes (25.), João Cancelo (32.), João Félix (41.)                                                    |
| 16. Nov. 2023 | Vaduz             | Liechtenstein           | 2:0                  | EM-Qualifikation   | Cristiano Ronaldo (46.), João Cancelo (57.)                                                                                                 |
| 19. Nov. 2023 | Lissabon          | Island                  | 2:0                  | EM-Qualifikation   | Bruno Fernandes (37.), Ricardo Horta (66.)                                                                                                  |
| 21. März 2024 | Guimarães         | Schweden                | 5:2                  | Freundschaftsspiel | Rafael Leão (24.), Matheus Nunes (33.), Bruno Fernandes (45.), Bruma (57.), Gonçalo Ramos (61.)                                             |
| 26. März 2024 | Ljubljana         | Slowenien               | 0:2                  | Freundschaftsspiel | |
| 4. Juni 2024  | Lissabon          | Finnland                | 4:2                  | Freundschaftsspiel | Rúben Dias (17.), Diogo Jota (45.+4'), Bruno Fernandes (55., 84.)                                                                           |
| 8. Juni 2024  | Oeiras            | Kroatien                | 1:2                  | Freundschaftsspiel | Diogo Jota (48.) |
| 11. Juni 2024 | Aveiro            | Irland                  | 3:0                  | Freundschaftsspiel | João Félix (18.), Cristiano Ronaldo (50., 60.)                                                                                              |
| 18. Juni 2024 | Leipzig           | Tschechien              | 2:1                  | EM-Vorrunde        | Robin Hranáč (70., Eigentor), Francisco Conceição (90.+2')                                                                                  |
| 22. Juni 2024 | Dortmund          | Türkei                  | 3:0                  | EM-Vorrunde        | Bernardo Silva (21.), Samet Akaydin (28. Eigentor), Bruno Fernandes (56.)                                                                   |
| 26. Juni 2024 | Gelsenkirchen     | Georgien                | 0:2                  | EM-Vorrunde        | |
| 1. Juli 2024  | Frankfurt am Main | Slowenien               | 0:0 n. V., 3:0 i. E. | EM-Achtelfinale    | |
| 5. Juli 2024  | Hamburg           | Frankreich              | 0:0 n. V., 3:5 i. E. | EM-Viertelfinale   | |
| 5. Sep. 2024  | Lissabon          | Kroatien                | 2:1                  | Nations League     | Diogo Dalot (7.), Cristiano Ronaldo (34.)                                                                                                   |
| 8. Sep. 2024  | Lissabon          | Schottland              | 2:1                  | Nations League     | Bruno Fernandes (54.), Cristiano Ronaldo (88.)                                                                                              |
| 12. Okt. 2024 | Warschau          | Polen                   | 3:1                  | Nations League     | Bernardo Silva (26.), Cristiano Ronaldo (37.), Jan Bednarek (88., Eigentor)                                                                 |
| 15. Okt. 2024 | Glasgow           | Schottland              | 0:0                  | Nations League     | |
| 15. Nov. 2024 | Porto             | Polen                   | 5:1                  | Nations League     | Rafael Leão (59.), Cristiano Ronaldo (72., 87.), Bruno Fernandes (80.), Pedro Neto (83.)                                                    |
| 18. Nov. 2024 | Split             | Kroatien                | 1:1                  | Nations League     | João Félix (33.) |
| 20. März 2025 | Kopenhagen        | Dänemark                | 0:1                  | NL-Viertelfinale   | |
| 23. März 2025 | Lissabon          | Dänemark                | 5:2 n. V.            | NL-Viertelfinale   | Joachim Andersen (38., Eigentor), Cristiano Ronaldo (72.), Francisco Trincão (86., 91.), Gonçalo Ramos (115.)                               |
| 4. Juni 2025  | München           | Deutschland             | 2:1                  | NL-Halbfinale      | Francisco Conceição (63.), Cristiano Ronaldo (68.)                                                                                          |
| 8. Juni 2025  | München           | Spanien                 | 2:2 n. V., 5:3 i. E. | NL-Finale          | Nuno Mendes (26.), Cristiano Ronaldo (61.)                                                                                                  |
| 6. Sep. 2025  | Jerewan           | Armenien                |                      | WM-Qualifikation   | |
| 9. Sep. 2025  | Budapest          | Ungarn                  |                      | WM-Qualifikation   | |
| 11. Okt. 2025 | Lissabon          | Irland                  |                      | WM-Qualifikation   | |
| 14. Okt. 2025 | Lissabon          | Ungarn                  |                      | WM-Qualifikation   | |
| 13. Nov. 2025 | Dublin            | Irland                  |                      | WM-Qualifikation   | |
| 16. Nov. 2025 |                   | Armenien                |                      | WM-Qualifikation   | |

- rote Hintergrundfarbe = Niederlage der portugiesischen Mannschaft
- grüne Hintergrundfarbe = Sieg der portugiesischen Mannschaft
- gelbe Hintergrundfarbe = Unentschieden

### Kader
Aufgelistet sind jene 26 Spieler, die in den portugiesischen Kader für die Nations-League-Spiele am 4. und 8. Juni 2025 berufen wurden.
(Stand der Leistungsdaten: 8. Juni 2025, nach dem Spiel gegen Spanien)
| Trikot- Nr. | Name                | Verein                  | Geburts- datum | Länderspiel- einsätze | Länderspiel- tore |
| Torhüter    | Torhüter            | Torhüter                | Torhüter       | Torhüter              | Torhüter          |
| ----------- | ------------------- | ----------------------- | -------------- | --------------------- | ----------------- |
| 1           | Diogo Costa         | FC Porto                | 19. Sep. 1999  | 36                    | 0                 |
| 12          | José Sá             | Wolverhampton Wanderers | 17. Jan. 1993  | 3                     | 0                 |
| 22          | Rui Silva           | Betis Sevilla           | 7. Feb. 1994   | 1                     | 0                 |
| Abwehr      |                     |                         |                |                       |                   |
| 2           | Nélson Semedo       | Wolverhampton Wanderers | 16. Nov. 1993  | 44                    | 0                 |
| 3           | Rúben Dias          | Manchester City         | 14. Mai 1997   | 68                    | 3                 |
| 4           | António Silva       | Benfica Lissabon        | 30. Okt. 2003  | 17                    | 0                 |
| 5           | Diogo Dalot         | Manchester United       | 18. März 1999  | 29                    | 3                 |
| 13          | Renato Veiga        | Juventus Turin          | 29. Juli 2003  | 5                     | 0                 |
| 14          | Gonçalo Inácio      | Sporting Lissabon       | 25. Aug. 2001  | 16                    | 2                 |
| 19          | Nuno Mendes         | Paris Saint-Germain     | 19. Juni 2002  | 37                    | 1                 |
| Mittelfeld  |                     |                         |                |                       |                   |
| 6           | João Palhinha       | FC Bayern München       | 9. Juli 1995   | 34                    | 2                 |
| 8           | Bruno Fernandes     | Manchester United       | 8. Sep. 1994   | 80                    | 25                |
| 10          | Bernardo Silva      | Manchester City         | 10. Aug. 1994  | 102                   | 13                |
| 15          | João Neves          | Paris Saint-Germain     | 27. Sep. 2004  | 16                    | 0                 |
| 18          | Rúben Neves         | al-Hilal                | 13. März 1997  | 58                    | 0                 |
| 19          | Pedro Gonçalves     | Sporting Lissabon       | 28. Juni 1998  | 3                     | 0                 |
| 23          | Vitinha             | Paris Saint-Germain     | 13. Feb. 2000  | 29                    | 0                 |
| 24          | Rodrigo Mora        | FC Porto                | 5. Mai 2007    | 0                     | 0                 |
| Angriff     |                     |                         |                |                       |                   |
| 7           | Cristiano Ronaldo   | al-Nassr FC             | 5. Feb. 1985   | 221                   | 138               |
| 9           | Gonçalo Ramos       | Paris Saint-Germain     | 20. Juni 2001  | 16                    | 9                 |
| 11          | João Félix          | AC Mailand              | 10. Nov. 1999  | 45                    | 9                 |
| 16          | Francisco Trincão   | Sporting Lissabon       | 29. Dez. 1999  | 11                    | 2                 |
| 17          | Rafael Leão         | AC Mailand              | 10. Juni 1999  | 40                    | 5                 |
| 20          | Pedro Neto          | FC Chelsea              | 9. März 2000   | 17                    | 2                 |
| 21          | Diogo Jota          | FC Liverpool            | 4. Dez. 1996   | 49                    | 14                |
| 26          | Francisco Conceição | Juventus Turin          | 14. Dez. 2002  | 11                    | 2                 |

### Erweiterter Kader
Die folgenden Spieler gehören zwar nicht zum aktuellen Kader, wurden aber innerhalb der vergangenen 12 Monate als Nationalspieler eingesetzt oder nominiert.
| Name           | Verein            | Geburts- datum | Länderspiel- einsätze | Länderspiel- tore | Letzte Nominierung                 |
| Torhüter       | Torhüter          | Torhüter       | Torhüter              | Torhüter          | Torhüter                           |
| -------------- | ----------------- | -------------- | --------------------- | ----------------- | ---------------------------------- |
| Ricardo Velho  | SC Farense        | 20. Aug. 1998  | 0                     | 0                 | 15. Oktober 2024 (gg. Schottland)  |
| Abwehr         |                   |                |                       |                   |                                    |
| Nuno Tavares   | Lazio Rom         | 26. Jan. 2000  | 1                     | 0                 | 4. Juni 2025 (gg. Deutschland)     |
| João Cancelo   | al-Hilal          | 27. Mai 1994   | 60                    | 10                | 18. November 2024 (gg. Kroatien)   |
| Tiago Djaló    | FC Porto          | 9. Apr. 2000   | 1                     | 0                 | 18. November 2024 (gg. Kroatien)   |
| Tomás Araújo   | Benfica Lissabon  | 16. Mai 2002   | 1                     | 0                 | 18. November 2024 (gg. Kroatien)   |
| Tiago Santos   | OSC Lille         | 23. Juli 2002  | 0                     | 0                 | 8. September 2024 (gg. Schottland) |
| Mittelfeld     |                   |                |                       |                   |                                    |
| Otávio         | al-Nassr FC       | 9. Feb. 1995   | 22                    | 3                 | 18. November 2024 (gg. Kroatien)   |
| Samú Costa     | RCD Mallorca      | 27. Nov. 2000  | 2                     | 0                 | 18. November 2024 (gg. Kroatien)   |
| Matheus Nunes  | Manchester City   | 27. Aug. 1998  | 16                    | 2                 | 15. November 2024 (gg. Polen)      |
| Angriff        |                   |                |                       |                   |                                    |
| Geovany Quenda | Sporting Lissabon | 30. Apr. 2007  | 0                     | 0                 | 23. März 2025 (gg. Dänemark)       |
| Fábio Silva    | UD Las Palmas     | 19. Juli 2002  | 1                     | 0                 | 18. November 2024 (gg. Kroatien)   |

## Bisherige Trainer
Stand: 8. Juni 2025

| Nr. | Trainer                                     | von        | bis        | Spiele | Siege | Remis | Niederlagen |
| --- | ------------------------------------------- | ---------- | ---------- | ------ | ----- | ----- | ----------- |
| 1   | Komitee I                                   | 18.12.1921 | 16.12.1923 | 3      | 0     | 0     | 3           |
| 2   | António Ribeiro dos Reis (1. Amtszeit)      | 15.05.1925 | 18.04.1926 | 4      | 1     | 1     | 2           |
| 3   | Cândido de Oliveira (1. Amtszeit)           | 26.12.1926 | 24.03.1929 | 13     | 4     | 4     | 5           |
| 4   | Maia Loureiro                               | 01.12.1929 | 01.12.1929 | 1      | 0     | 0     | 1           |
| 5   | Laurindo Grijó                              | 12.01.1930 | 30.11.1930 | 4      | 2     | 0     | 2           |
| 6   | João Joaquim Tavares da Silva (1. Amtszeit) | 12.04.1931 | 31.05.1931 | 2      | 1     | 0     | 1           |
| 7   | Salvador do Carmo (1. Amtszeit)             | 03.05.1932 | 02.04.1933 | 3      | 2     | 0     | 1           |
| 8   | António Ribeiro dos Reis (2. Amtszeit)      | 11.02.1934 | 18.03.1934 | 2      | 0     | 0     | 2           |
| 9   | Cândido de Oliveira (2. Amtszeit)           | 05.05.1935 | 11.03.1945 | 15     | 4     | 3     | 8           |
| 10  | João Joaquim Tavares da Silva (2. Amtszeit) | 06.05.1945 | 25.05.1947 | 9      | 4     | 1     | 4           |
| 11  | Virgílio Paula                              | 23.11.1947 | 23.05.1948 | 3      | 1     | 0     | 2           |
| 12  | Armando Sampaio                             | 27.02.1947 | 22.05.1949 | 4      | 1     | 1     | 2           |
| 13  | Salvador do Carmo (2. Amtszeit)             | 02.04.1950 | 21.05.1950 | 4      | 0     | 2     | 2           |
| 14  | João Joaquim Tavares da Silva (3. Amtszeit) | 08.04.1951 | 17.06.1951 | 4      | 0     | 1     | 3           |
| 15  | Cândido de Oliveira (3. Amtszeit)           | 20.04.1952 | 14.12.1952 | 3      | 0     | 1     | 2           |
| 16  | Salvador do Carmo (3. Amtszeit)             | 26.09.1953 | 28.11.1954 | 5      | 1     | 2     | 2           |
| 17  | Fernando Vaz                                | 19.12.1954 | 02.05.1955 | 1      | 0     | 0     | 1           |
| 18  | João Joaquim Tavares da Silva (4. Amtszeit) | 04.05.1955 | 16.06.1957 | 15     | 5     | 2     | 8           |
| 19  | José Maria Antunes (1. Amtszeit)            | 22.12.1957 | 22.05.1960 | 12     | 4     | 0     | 8           |
| 20  | Armando Ferreira (1. Amtszeit)              | 19.03.1961 | 04.06.1961 | 3      | 1     | 1     | 1           |
| 21  | Fernando Peyroteo                           | 08.10.1961 | 25.10.1961 | 2      | 0     | 0     | 2           |
| 22  | Armando Ferreira (2. Amtszeit)              | 06.05.1962 | 17.05.1962 | 3      | 0     | 0     | 3           |
| 23  | José Maria Antunes (2. Amtszeit)            | 07.11.1962 | 07.06.1964 | 10     | 4     | 1     | 5           |
| 24  | Otto Glória (1. Amtszeit)                   | 15.11.1964 | 13.11.1966 | 20     | 15    | 2     | 3           |
| 25  | José Gomes da Silva (1. Amtszeit)           | 27.03.1967 | 17.12.1967 | 6      | 2     | 3     | 1           |
| 26  | José Maria Antunes (3. Amtszeit)            | 30.06.1968 | 10.12.1969 | 9      | 1     | 3     | 5           |
| 27  | José Gomes da Silva (2. Amtszeit)           | 10.05.1970 | 21.11.1971 | 7      | 3     | 1     | 3           |
| 28  | José Augusto                                | 29.03.1972 | 14.11.1973 | 15     | 9     | 4     | 2           |
| 29  | José Maria Pedroto                          | 03.04.1974 | 22.12.1976 | 15     | 6     | 4     | 5           |
| 30  | Júlio Cernadas Pereira (1. Amtszeit)        | 30.03.1977 | 08.03.1978 | 5      | 3     | 1     | 1           |
| 31  | Mário Wilson                                | 20.09.1978 | 26.03.1980 | 10     | 5     | 2     | 3           |
| 32  | Júlio Cernadas Pereira (2. Amtszeit)        | 24.09.1980 | 05.05.1982 | 18     | 6     | 3     | 9           |
| 33  | Otto Glória (2. Amtszeit)                   | 22.09.1982 | 08.06.1983 | 7      | 3     | 1     | 3           |
| 34  | Fernando Cabrita und Komitee II             | 21.09.1983 | 23.06.1984 | 9      | 5     | 2     | 2           |
| 35  | José Augusto Torres                         | 06.09.1984 | 11.06.1986 | 17     | 8     | 1     | 8           |
| 36  | Ruy Seabra                                  | 12.10.1986 | 29.03.1987 | 6      | 1     | 4     | 1           |
| 37  | Júlio Cernadas Pereira (3. Amtszeit)        | 23.09.1987 | 26.04.1989 | 10     | 6     | 3     | 1           |
| 38  | Artur Jorge (1. Amtszeit)                   | 01.06.1989 | 01.06.1990 | 7      | 2     | 2     | 3           |
| 39  | Carlos Queiroz (1. Amtszeit)                | 01.08.1990 | 09.12.1993 | 31     | 14    | 11    | 6           |
| 40  | Nelo Vingada                                | 14.12.1993 | 30.06.1994 | 2      | 0     | 2     | 0           |
| 41  | António Oliveira (1. Amtszeit)              | 01.07.1994 | 31.07.1996 | 22     | 13    | 5     | 4           |
| 42  | Artur Jorge (2. Amtszeit)                   | 01.08.1996 | 30.11.1997 | 12     | 5     | 5     | 2           |
| 43  | Humberto Coelho                             | 15.12.1997 | 31.07.2000 | 24     | 16    | 4     | 4           |
| 44  | António Oliveira (2. Amtszeit)              | 01.08.2000 | 31.07.2002 | 22     | 13    | 5     | 4           |
| 45  | Agostinho Oliveira (Interim)                | 22.08.2002 | 10.01.2003 | 4      | 2     | 2     | 0           |
| 46  | Luiz Felipe Scolari                         | 11.01.2003 | 19.06.2008 | 74     | 42    | 18    | 14          |
| 47  | Carlos Queiroz (2. Amtszeit)                | 11.07.2008 | 09.09.2010 | 28     | 15    | 9     | 4           |
| 48  | Paulo Bento                                 | 21.09.2010 | 11.09.2014 | 47     | 26    | 12    | 9           |
| 49  | Fernando Santos                             | 23.09.2014 | 15.12.2022 | 109    | 67    | 23    | 19          |
| 50  | Roberto Martínez                            | 09.01.2023 |            | 30     | 21    | 5     | 4           |

1. ↑  Carlos Vilar, Pedro Del Negro, Reis Gonçalves, Virgílio Paula, Plácido Duro, Júlio de Araújo, José Pereira Júnior, Joaquim Narciso Freire, Guilherme Augusto A Sousa, Raúl Nunes und António Ribeiro dos Reis
2. ↑  António Morais, Toni und José Augusto

## Rekorde

### Rekordspieler
Stand: 8. Juni 2025
| Rang | Name              | Spiele | Tore | Erstes Spiel  | Letztes Spiel |
| ---- | ----------------- | ------ | ---- | ------------- | ------------- |
| 1    | Cristiano Ronaldo | 221    | 138  | 20. Aug. 2003 | 8. Juni 2025  |
| 2    | João Moutinho     | 146    | 7    | 17. Aug. 2005 | 9. Juni 2022  |
| 3    | Pepe              | 141    | 8    | 21. Nov. 2007 | 5. Juli 2024  |
| 4    | Luís Figo         | 127    | 32   | 12. Okt. 1991 | 8. Juli 2006  |
| 5    | Nani              | 112    | 24   | 1. Sep. 2006  | 2. Juli 2017  |
| 6    | Fernando Couto    | 110    | 8    | 19. Dez. 1990 | 30. Juni 2004 |
| 7    | Rui Patrício      | 108    | 0    | 17. Nov. 2010 | 21. März 2024 |
| 8    | Bernardo Silva    | 102    | 13   | 31. März 2015 | 8. Juni 2025  |
| 9    | Bruno Alves       | 96     | 11   | 5. Juni 2007  | 7. Juni 2018  |
| 10   | Rui Costa         | 94     | 26   | 31. März 1993 | 4. Juli 2004  |
| 11   | Ricardo Carvalho  | 89     | 5    | 11. Okt. 2003 | 22. Juni 2016 |
| 12   | Pauleta           | 88     | 47   | 20. Aug. 1997 | 8. Juli 2006  |
| 13   | Simão             | 85     | 22   | 18. Okt. 1998 | 29. Juni 2010 |
| 14   | João Pinto        | 81     | 23   | 12. Okt. 1991 | 14. Juni 2002 |
| 15   | Bruno Fernandes   | 80     | 25   | 10. Nov. 2017 | 8. Juni 2025  |
| 15   | Ricardo Quaresma  | 80     | 10   | 10. Juni 2003 | 30. Juni 2018 |
| 15   | William Carvalho  | 80     | 5    | 19. Nov. 2013 | 6. Dez. 2022  |
| 15   | Vítor Baía        | 80     | 0    | 19. Dez. 1990 | 7. Sep. 2002  |
| 19   | Nuno Gomes        | 79     | 29   | 24. Jan. 1996 | 11. Okt. 2011 |
| 19   | Ricardo           | 79     | 0    | 2. Juni 2001  | 19. Juni 2008 |

Fett gedruckte Namen sind noch in der Nationalmannschaft aktiv.

### Rekordtorschützen
Stand: 3. Juli 2025
| Rang | Name                  | Tore | Spiele | Quote | Erstes Spiel  | Letztes Spiel |
| ---- | --------------------- | ---- | ------ | ----- | ------------- | ------------- |
| 1    | Cristiano Ronaldo     | 138  | 221    | 0,62  | 20. Aug. 2003 | 8. Juni 2025  |
| 2    | Pauleta               | 47   | 88     | 0,53  | 20. Aug. 1997 | 8. Juli 2006  |
| 3    | Eusébio †             | 41   | 64     | 0,64  | 8. Okt. 1961  | 13. Okt. 1973 |
| 4    | Luís Figo             | 32   | 127    | 0,25  | 12. Okt. 1991 | 8. Juli 2006  |
| 5    | Nuno Gomes            | 29   | 79     | 0,37  | 24. Jan. 1996 | 11. Okt. 2011 |
| 6    | Hélder Postiga        | 27   | 71     | 0,38  | 13. Juni 2003 | 14. Nov. 2014 |
| 7    | Rui Costa             | 26   | 94     | 0,28  | 31. März 1993 | 4. Juli 2004  |
| 8    | Bruno Fernandes       | 25   | 80     | 0,31  | 10. Nov. 2017 | 8. Juni 2025  |
| 9    | Nani                  | 24   | 112    | 0,21  | 1. Sep. 2006  | 2. Juli 2017  |
| 10   | João Pinto            | 23   | 81     | 0,28  | 12. Okt. 1991 | 14. Juni 2002 |
| 11   | Nené                  | 22   | 65     | 0,34  | 21. Apr. 1971 | 23. Juni 1984 |
| 11   | Simão                 | 22   | 85     | 0,26  | 18. Okt. 1998 | 29. Juni 2010 |
| 13   | André Silva           | 19   | 53     | 0,36  | 1. Sep. 2016  | 2. Dez. 2022  |
| 13   | Hugo Almeida          | 19   | 57     | 0,33  | 18. Feb. 2004 | 31. März 2015 |
| 15   | Rui Jordão †          | 15   | 43     | 0,35  | 29. März 1972 | 25. Jan. 1989 |
| 16   | Fernando Peyroteo †   | 14   | 20     | 0,70  | 24. Apr. 1938 | 20. März 1949 |
| 16   | José Augusto Torres † | 14   | 33     | 0,42  | 23. Jan. 1963 | 13. Okt. 1973 |
| 16   | Diogo Jota †          | 14   | 49     | 0,29  | 14. Nov. 2019 | 8. Juni 2025  |
| 19   | Matateu †             | 13   | 27     | 0,48  | 23. Nov. 1952 | 22. Mai 1960  |
| 19   | Fernando Gomes        | 13   | 47     | 0,28  | 26. Apr. 1975 | 16. Nov. 1988 |

Fett gedruckte Namen sind noch in der Nationalmannschaft aktiv.

## Organisatorisches

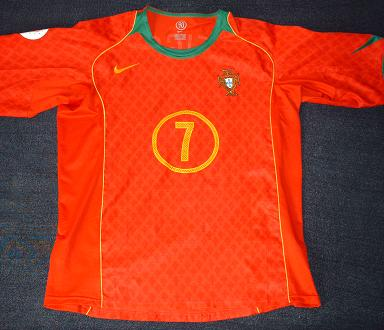
Fußballtrikot Luís Figo

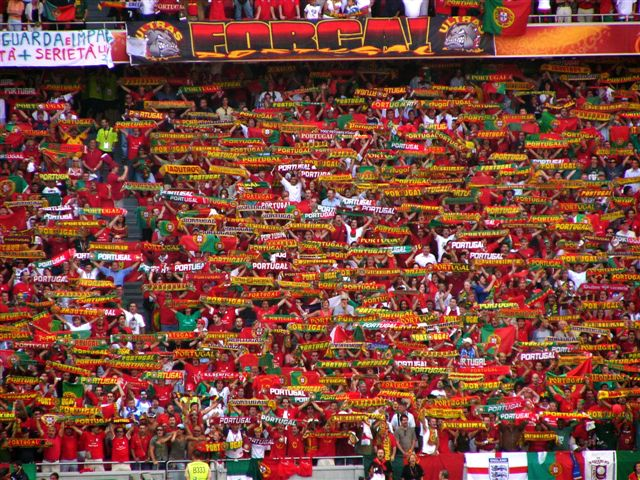
Portugiesische Fans bei der Euro 2004

### Trikot
Das Trikot der portugiesischen Fußballnationalmannschaft ist in der Farbe Weinrot gehalten. Das Rot und Grün, das zum Beispiel bei der EM 2004 aktuell war, wird seit der WM 2006 nicht mehr verwendet; nun verwendet man ein dunkelrotes Trikot. Eine gelbe Paspelierung, die entlang der Brustnähte und Hosenbeine läuft, erinnert an einen Tampen, ein Schiffstau, und damit an die große Vergangenheit Portugals als Seefahrernation. Das Auswärtstrikot von Portugal ist traditionell weiß. Bei der WM 2006 spielte die Mannschaft jedoch in schwarz.

### Spielorte
Die Heimspiele der Seleção werden hauptsächlich in folgenden Stadien ausgetragen:
Im Estádio do Dragão vom FC Porto, im Estádio da Luz von Benfica Lissabon und im Estádio José Alvalade von Sporting Lissabon, die zugleich auch die größten Stadien Portugals sind.